# Attaque de Farâh
Guerre d'Afghanistan
L'attaque de Farâh se déroule pendant la guerre d'Afghanistan. Il s'agit de l'attaque talibane la plus meurtrière en Afghanistan depuis les attentats du 6 décembre 2011 à Kaboul et Mazar-i-Sharif.

## Déroulement
Les talibans attaquent le tribunal de Farâh le mercredi 3 avril à huit heures du matin. Le porte-parole des talibans, Yusuf Ahmadi, justifie l'attaque en évoquant des "procès injustes" contre « plusieurs prisonniers dont des moudjahidines ». Divisés en deux groupes, les assaillants arrivent dans la ville avec deux pick-up Ford Ranger, semblables à ceux utilisés par l'armée afghane. Un des véhicules, chargé d'explosifs et conduit par un kamikaze, explose à la porte du tribunal. Les autres combattants, équipés de fusils, de grenades et de ceintures d’explosifs entrent alors dans le bâtiment et engagent une fusillade qui dure 7 heures.
Selon Najib Danish, adjoint au porte-parole du ministère de l’Intérieur, 34 civils, 9 talibans et 10 membres des forces de sécurité afghanes, soit 6 militaires et 4 policiers, ont été tués lors des combats. De plus 91 personnes, majoritairement des civils, sont également blessées.
Selon Mohammad Akram Khpalwak, gouverneur de la province de Farâh, l’attaque a fait 12 morts chez les militaires et les policiers afghanes et 34 tués pour les civils. Il évoque également plus de 100 blessés et estime que les assaillants étaient au nombre de 8 hommes.
D'après Yusuf Ahmadi, porte-parole des talibans, les assaillants ont tué 35 personnes, « juges, procureurs, soldats et policiers » et en ont blessé 65 autres. Il déclare également que « treize prisonniers ont pu s’échapper ».

## Sources
1. 1 2 3 4 5 6 7 8 9 10 11  « AFP : Afghanistan: 44 morts dans l'attaque des talibans la plus violente en 16 mois »